# جامعة بابل
جامعة بابل واحدة من الجامعات العراقية الكبيرة. تقع في محافظة بابل الواقعة في وسط العراق على ضفاف نهر الفرات.
تتألف الجامعة من 21 كلية تتوزع في ثلاثة مجمعات أساسية تقع جميعها في مدينة الحلة.
الحرم الجامعي المركزي يقع غربي مدينة الحلة على الطريق الرابط بين بابل والنجف، وهو أكبر المجمعات من حيث المساحة وعدد الكليات
و يليه مجمع الكليات الطبية الواقع في وسط مدينة الحلة بحي الإسكان. وتقع كلية الفنون الجميلة على بعد شارع واحد من هذا المجمع.
و أخيرا مجمع صغير في شمالي غربي الحلة قريبا من مستشفى مرجان وحي الجزائر.
و كانت الجامعة تمتلك حرما أخر في ناحية القاسم يضم كلية الطب البيطري، قبل أن تنفصل الأخيرة في اواسط 2012 وتصبح تابعة لجامعة القاسم الخضراء حديثة التاسيس والتي أصبح الحرم تابعا لها.
تأسست الجامعة في 25/4/1991

## كلــية الطـب
تأسست كلية الطب في جامعة بابل في العام 1993 في بناية داخل الحرم الجامعي المركزي ثم تم بناء بناية جديدة لها في منطقة الإسكان في الحلة بالقرب من مستشفى الحلة الجراحي، وتم تحويل المستشفيات الرئيسية الثلاث في الحلة إلى مستشفيات تعليمية وهي:
1- مستشفى مرجان التعليمي للامراض الباطنية والصدرية
2- مستشفى الحلة الجراحي التعليمي
3- مستشفى الحلة التعليمي للامراض النسائية والاطفال
تولى عمادة الكلية كل من
1- الدكتور (نعمة حسوني الجبوري) أستاذ الامراض منذ تأسيس الكلية ولغاية العام 2002
2- الدكتور (حسين سرحان الجنابي) أستاذ الطب الباطني من 2002 ولغاية العام 2005
3- الدكتور (علي خير الله) أستاذ الجراحة العامة من 2005 ولغاية العام 2014
4-الدكتور (مشتاق عبد العظيم وتوت) من 2014 ولغاية الآن
تكون الدراسة في كلية الطب في جامعة بابل مشابهة لباقي كليات الطب في العراق من حيث أنها مؤلفة من 6 مراحل دراسية تبدأ بالعلوم الأساسية كالكيمياء الحياتية والفيزياء الطبية وعلم وظائف الاعضاء (الفسلجة) في أول مرحلتين ومن ثم تتدرج إلى فروع الطب المختلفة في المراحل التالية. ويكون تطبيق التدريب السريري ابتداءً من المرحلة الثالثة.

## كلية طب الاسنان
تأسست كلية طب الاسنان سنة 2002 في بناية منعزلة عن الحرم الجامعي المركزي لجامعة بابل في حي الإسكان (ضمن مجمع كليات المجموعة الطبية) حيث تم استغلال إحدى بنايات كلية الطب انذاك
ثم تم بناء بنايات جديدة ضخمة للكلية افتحت في بداية 2015 وتضم الكلية حاليا أربعة بنايات أساسية هي:
1- بناية المستشفى التعليمي وهي بناية كبيرة ذات تصميم مستوحى من فكي الإنسان تتكون من طابقين تتوزع فيها العيادات الطبية الخاصة بطب الاسنان حيث يتم فيها تدريب طلاب المرحلتين الرابعة والخامسة وتشمل (عيادات جراحة الفم، عيادات امراض وجراحة اللثة، عيادات صناعة الاسنان، عيادات معالجة الاسنان، عيادة تقويم الاسنان، عيادة التشخيص الفمي، عيادة طب اسنان الأطفال وطب الاسنان الوقائي) وقد تم تجهيزها بأحدث المعدات اللازمة لعلاج المرضى
ويتم في المستشفى التعليمي استقبال المراجعين وعلاجهم باسعار رمزية يوميا من الساعة العاشرة صباحا وحتى الثانية ظهرا بالتوقيت المحلي عدا يومي الجمعة والسبت وايام الامتحانات والعطل الرسمية
وتفتح المستشفى ابوابها كل عام بداية شهر تموز / أغسطس وتغلقها مع بداية الامتحانات النهاية في شهر حزيران / يونيو
2- بناية القاعات الدراسية: وتضم ثلاث قاعات دراسية مجهزة بشاشات عرض رقمية وسبورات ذكية وانظمة صوت خاصة تتسع كل منها لحوالي 200 طالب، إضافة إلى قاعة رابعة كبيرة جدا تستخدم في الاحتفالات والندوات والمؤتمرات
3- بناية المختبرات الدراسية: وهي قيد الإنشاء حاليا.
4- بناية العمادة: وهي بناية صغيرة تعتليها قبة زرقاء تضم مكاتب العميد والمعاون الإداري والمعاون العلمي واللجنة الامتحانية إضافة لبقية الاقسام الإدارية
تعتبر كلية طب الاسنان ثاني اعلى كلية في جامعة بابل من حيث المعدل المطلوب لدخولها بعد كلية الطب
اذ كان اقل معدل قبلته الكلية في العام الدراسي 2016 - 2017 وهو 97%
تكون فترة الدراسة في كلية طب الأسنان جامعة بابل مشابهة لبقية كليات طب الاسنان في العراق وهي 5 سنوات وهناك مقترح تقوم وزارة التعليم العالي والبحث العلمي بدراسته حاليا لإضافة سنة سادسة لكليات طب الاسنان
كانت الكلية تتبع النظام السنوي لكن تم استبداله في العام الدراسي 2014-2015 بالنظام الفصلي (نظام الكورسات) وهي أول كلية طب اسنان في العراق تعتمد النظام الفصلي (نظام الكورسات)
ويحصل المتخرج من الكلية على شهادة البكالوريوس في طب وجراحة الفم والاسنان (.B.D.S)
يتم في السنوات الثلاثة الأولى التركيز على الجانب النظري بشكل اساس ويتم تدريس المواد الاساسية المشتركة مع كلية الطب البشري مع بعض المواد الخاصة بطب الاسنان
اما في المرحلتين الرابعة والخامسة فيغلب الجانب التطبيقي السريري إضافة إلى استمرار المحاضرات النظرية ويتم في هاتين المرحلتين التركيز على المواد الخاصة بطب الاسنان بشكل أكبر
وهذه قائمة توضح الدروس التي يتم تدريسها لكل مرحلة:
1- المرحلة الأولى: الكيمياء العضوية، الاحياء الطبية، الفيزياء الطبية، الكيمياء الحياتية، المصطلحات الطبية، الكيمياء اللاعضوية، تشريح الاسنان، الإحصاء الطبي، حقوق الإنسان، الحاسبات، الحرية والديمقراطية
2- المرحلة الثانية: التشريح العام، الفسلجة، الانسجة العامة، Hنسجة الفم، الكيمياء الحياتية، صناعة الاسنان، المادة السنية
3- المرحلة الثالثة: الادوية العامة، الامراض العامة، الاحياء المجهرية، جراحة الفم، صناعة الاسنان، معالجة الاسنان، طب المجتمع، الأشعة
4- المرحلة الرابعة: صناعة الاسنان، معالجة الاسنان، جراحة الفم، امراض اللثة، تقويم الاسنان، امراض الفم، الباطنية، الجراحة العامة
5- المرحلة الخامسة: صناعة الاسنان، معالجة الاسنان، طب الفم، جراحة الفم، امراض اللثة، تقويم الاسنان، طب اسنان الأطفال، طب الاسنان الوقائي
وإضافة للدراسات الأولية فهناك دراسات عليا أيضا في بعض التخصصات المتعلقة بالطب وطب الاسنان ويجري التركيز حاليا على دراسة المجاستير فيما هناك خطط مستقبلية لزيادة التخصصات المشمولة بدراسة الماجستير وافتتاح دراسة الدكتوراة

## كلية الصيدلة
في سعيها الحثيث نحو التكامل في العلوم الطبية استحدثت جامعة بابل كلية الصيدلة في العام 2009 وبذلك تم تكامل المجموعة الطبية فيها وانضمت كلية الصيدلة مع أخواتها الطبية وطب الأسنان والتمريض لأداء الخدمات الملقاة على عواتقهن للمجتمع المصغر لمحافظة بابل وللوطن العراق كافة.

## كلية الهندسة
وتضم ستة اقسام هي هندسة العمارة (الهندسة المعمارية سابقا) والهندسة المدنية وهندسة الميكانيك وهندسة الكهرباء والهندسة الكيمياوية وهندسة البيئة

## كلية هندسة المواد
تأسست سنة 2007 حيث كانت قبل ذلك قسما تابعا لكلية الهندسة منذ عام 1994
و تضم ثلاثة اقسام هي:
1) قسم هندسة المعادن
2) قسم هندسة السيراميك ومواد البناء
3) قسم هندسة البوليمرات والصناعات البتروكيمياوية
عمداء الكلية منذ التأسيس ولحد الآن: شهر حزيران 2007-شباط 2008 الدكتور عبد الواحد البكري، شباط 2008-تشرين الثاني 2008 الدكتور كاظم فنطيل السلطاني، تشرين الثاني 2008-نيسان 2013 الدكتور نجم عبد الأمير اللوباوي، نيسان 2013-تموز 2013 الدكتور علي عبد الأمير الزبيدي، تموز2013-لحد اللأن الدكتور كاظم السلطاني.

## كليـة القانون
تعد كلية القانون بجامعة بابل من ابرز الصروح العلمية والحقوقية في العراق أذ سعت منذ إنشائها في عام 1988 والتي كانت تابعة حينها لجامعة الكوفة وحتى إنشاء جامعة بابل عام 1991 إلى نشر الوعي والثقافة القانونية وترسيخ مبدأ احترام سيادة القانون لدى الإفراد والمساهمة في بناء دولة المؤسسات من خلال رفد الدوائر القانونية والحقوقية بالكوادر القانونية المزودة بالمعارف الضرورية لممارسة عملها. أزداد عدد طلبة الكلية بشكل مطرد خلال السنوات الأخيرة ليصل في العام الدراسي 2011-2012 إلى 1000 طالب على مستوى الدراسات الأولية، كما استحدثت الكلية دراسة الماجستير في فرع القانون العام لرفد كليات القانون العراقية بالكوادر التدريسية الكفوءة.
وتسعى كلية القانون إلى تطوير الجانب العلمي في دراسة القانون لذا دأبت على تطوير برنامج المحاكم الافتراضية وذلك بإنشاء محكمة افتراضية نموذجية في الكلية والمساهمة في المسابقات الوطنية للطلبة في برنامج المحاكم الافتراضية كما تم استحداث برنامج العيادة القانونية وقد بدأ العمل به اعتبارا من العام الدراسي 2012- 2013. وتعتبر كلية القانون كل التقدم المتحقق من البرامج الدراسية أو الكادر التدريسي أو العمل الإداري أو خدمة المجتمع خطوات أساسية لابد من تحسينها والإضافة عليها مستقبلا لتبقى صرحا علميا قانونيا متميزا على مستوى كليات القانون في العراق لان التميز لايتوقف عند حد بل لابد من التحسين المستمر.وجدير بالذكر إن كل النجاحات السابقة كانت ثمرة التعاون المثمر والبناء لأعضاء هيأة التدريس والقيادات الإدارية المتعاقبة في الكلية إذ أكمل كل منها الانجازات المتحققة وحافظ عليها بوصفه ثقافة مؤسسية متأصلة التزم بها جميع منتسبي كلية القانون وسعوا للمحافظة عليها.

## كلية العلوم
أنشأت كلية العلوم عام 1989 وكانت تابعة لجامعة الكوفة حتى تأسيس جامعة بابل عام 1991وتضم خمسة أقسام علمية أكاديمية تخصصية هي: قسم علوم الحياة، قسم الكيمياء، قسم الفيزياء، وقسم علم الأرض التطبيقي إضافة إلى قسم علوم الحاسبات الذي تحول إلى كلية تكنلوجيا المعلومات عام 2009. تحرص كلية العلوم / جامعة بابل على تقديم برامج أكاديمية ذات جوده عالية تنسجم مع متطلبات المرحلة الحالية حيث تم إنشاء وحدة ضمان ألجوده في الكلية، تقوم بمراجعة أقسام الكلية بمعايير ضمان ألجوده الشاملة في تنفيذ برامجها الأكاديمية، كما إن الكلية بدأت بالانفتاح على كليات العلوم في الجامعات العالمية والإقليمية لغرض تقييم مقرراتها الدراسية وانسجامها معها. تساهم كلية العلوم في الانفتاح المعرفي عن طريق الاستشارات والدراسات العلمية والفنية المختلفة وحسب متطلبات سوق العمل.

## كلية علوم البنات
افتتحت الكلية عام 2002 وهي الكلية الوحيدة في الجامعة التي لا يسمح بقبول الذكور فيها
وتضم أربعة اقسام هي علوم الحياة وعلوم الحاسوب والكيمياء وفيزياء الليزر

## كلــية التربية للعلوم الإنسانية
أسست الكلية باسم كلية التربية صفي الدين الحلي في عام 2009 بعد أن انفصلت عن الكلية الام وهي كلية التربية التي تأسست في عام 1993 ثم تم تغير اسمها إلى كلية التربية للعلوم الإنسانية عام 2012 وتضم حاليا عدة اقسام هي التاريخ والجغرافية واللغة العربية واللغة الإنكليزية والعلوم التربوية والنفسية

## كلــية التربية للعلوم الصرفة
أسست كلية التربية للعلوم الصرفة في عام 2009 باسم كلية التربية ابن حيان بعد أن انفصلت عن الكلية الام وهي كلية التربية التي تأسست في عام 1993، ثم تم التغير إلى اسمها الحالي «كلية التربية للعلوم الصرفة» في عام 2012 وهي تهدف إلى إعداد الملاكات العلمية والبحثية في التخصصات العلمية وتتالف الكلية من قسمي الرياضيات والفيزياء، وتقوم الدراسة في كلا القسمين على ثلاث مستويات وهما البكالوريوس والدبلوم العالي والماجستير.
عميد الكلية هو «الدكتور مجيد علي حبيب الخفاجي»
ومعاون العميد للشؤون العلمية «الدكتور اسعد محمد علي الحسيني»
ومعاون العميد للشؤون الإدارية «الدكتور خالد صالح»
ورئيس قسم الرياضيات «الدكتورة ايمان سمير بهيه»
ورئيس قسم الفيزياء «الدكتور فؤاد عطية»
.. والكلية ترفد المجتمع بطاقات إبداعية في شتى الاختصاصات العلمية ويساهم أساتذتها وخريجوها في بناء الجامعات والمدارس والدوائر على أسس رصينة خدمة للوطن العزيز.
الموقع الرسمي للكلية
كلية التربية للعلوم الصرفة

## كلــية الفنون الجميلة
تأسست الكلية في العام 1980-1981 م
تهدف الكلية إلى إعداد الكادر الأكاديمي الفني والفنان التشكيلي لخدمة البيئة في عدة مجالات فالتشكيلي يسهم في رفع مستوى التذوق الفني ونشر الوعي الجمالي وتعريف العالم الخارجي بالمستوى الرفيع الذي وصل إليه الفنان والفن التشكيلي في العراق وربط المعمار كوحدة واحدة مع فن النحت والديكور الداخلي وفن التصوير الجدارى والإسهام في العروض المسرحية والسينمائية والتليفزيونية وتصميم ديكوراتها بصورة متجددة اعتماداً على دراسة تاريخ الفن والحضارة بكادر تدريسيين عراقيين عالميين أكفاء والدراسة نظامية لأربع سنوات.
العنوان: جمهورية العراق - محافظة بابل / الحلة شارع 60
www.arta.jeeran.com

## كلية التربية الأساسية
الكلية انشات سنة 1994 وتضم خمسة اقسام هي اللغة العربية واللغة الإنكليزية والتاريخ والجغرافية والتربية الخاصة والعلوم والتخصص في قسم العلوم يبدأ في المرحلة الثانية ويشمل تخصصات (الكيمياء- الفيزياء - علوم الحياة)

## كلية الإدارة والاقتصاد
هي كلية تتكون من قسمين الأول العلوم المالية والنقدية والثاني الإدارة الصناعية والتخصص يبدا من المرحلة الثانية
قسم الأقتصاد.
العنوان حلة -حي الجزائر -قرب مستشفى مرجان

## كلية الآداب
تأسست سنة 2004 وتضم ثلاثة اقسام هي اللغة العربية وعلم الاجتماع و
علم الاثار

## كلية التربية البدنية وعلوم الرياضة
تأسست سنة 1993 تحت اسم (كلية التربية الرياضية) وتغير اسمها عام 2014 إلى (كلية التربية البدنية وعلوم الرياضة)

## كليـة التمريض
تقع في حي الإسكان مقابل المستشفى الحلة الجراحي (الجمهوري)، انشأت كلية التمريض/جامعة بابل عام 2007م لتكون حلقة ضمن منظومة كليات المجموعة الطبية في وزارة التعليم العالي والبحث العلمي/ جامعة بابل لتكون رافداً رئيساً للملاكات التمريضية الجامعية الوطنية المؤهلة القادرة على التعامل مع جميع الحالات المرضية الحادة منها والمزمنة بكفاءة وجودة عالية وعلى جميع مستويات الرعاية الصحية الثلاث (الوقائية، العلاجية، والتأهيلية) لتقديم الخدمات الصحية للفرد والأسرة والمجتمع استجابة لمتطلبات حاجات المجتمع وسوق العمل الصحي العراقي ولمواكبة المتغيرات والمستجدات العلمية على المستوى المحلي، والإقليمي، والعالمي.
منذُ أن انطلقت مسيرة الكلية وهي تمنح درجة البكالوريوس في علوم التمريض. استمرت هذه المسيرة وتقدمت بخطى سريعة وثابته من خلال خططها الدراسية التي تستهدف رفع جودة المخرجات التعليمية القادرة على التعامل مع المستجدات العلمية والتقنيات الحديثة.

### فروع كلية التمريض
- 1-فرع العلوم التمريضية: يهدف الفرع إلى تعريف الطلبة بالمبادئ الأساسية للدخول إلى علم التمريض وتدريبهم وإكسابهمfalse مهارات تمريضية للعناية بالمرضى البالغين واتباع الخطوات العلمية في تقديم الرعاية الصحية.
- 2-فرع العلوم الطبية: يختص فرع العلوم الطبية الأساسية في كلية التمريض كباقي الكليات ذات الاختصاصات الطبية بتدريس المواد الدراسية بأختصاصات العلوم الأساسية المختلفة وذلك لبناء قاعدة علمية رصينة لطلبة الكلية ويهدف الفرع إلى تعريف الطلبة بالعلوم الطبية الأساسية والتي تشكل قاعدة أساسية له لغرض الدراسة الخاصة بالتمريض وكذلك تعريف الطلبة بالفحوصات المختبرية الضرورية، حيث تدرس في الفرع وخلال السنة الدراسية الأولى والثانية والثالثة مواد علمية مختلفة وكالاتي:

المرحلة الدراسية الأولى: علم التشريح والأنسجة، علم الكيمياء الحياتية، علم التغذية.
المرحلة الدراسية الثانية: علم الإحياء المجهرية، علم الفسلجة المرضية.
المرحلة الدراسية الثالثة: علم الادوية.

## كلية تكنولوجيا المعلومات
عميد الكلية د. وسام بهيه ،
تتألف من ثلاثة اقسام هم 
قسم البرامجيات يرأسه د. سرى زكي ناجي الراشد 
قسم شبكات المعلومات. يرأسه  د. الحارث عبد الكريم الخفاجي 
قسم امن المعلومات يرأسه. د. احمد خلفه عبيد العجيلي
تأسست 2009-2010 بأسم كلية تكنلوجيا الحاسبات ثم تم تغير اسمها إلى كلية تكنلوجيا المعلومات عام 2012 وذلك لتلائم التطور ومفردات المنهج المقرر وهي من الكليات المتطورة في الجامعة من حيث البنية التحتية والمختبرات والكادر التدريسي الجيد.
وتمنح الكلية شهادة البكالوريوس (علوم الحاسوب) وفق الاقسام المدرجة اعلاه.
تتبع الكلية نظام الكورسات.
الدراسات العاليا (الماجستير-الدكتورا) في قسم البرامجيات و الشبكات و ماجستير فقط لقسم أمن المعلومات .
الموقع الرسمي للكلية:-
موقع كلية تكنلوجيا المعلومات
1. ↑  كلية الهندسة مواد نسخة محفوظة 19 فبراير 2017 على موقع واي باك مشين.
2. ↑  كلية القانون نسخة محفوظة 21 سبتمبر 2016 على موقع واي باك مشين.
3. ↑  كلية القانون نسخة محفوظة 24 أبريل 2017 على موقع واي باك مشين.
4. ↑  كلية العلوم نسخة محفوظة 26 يونيو 2017 على موقع واي باك مشين.
5. ↑  كلية العلوم للبنات نسخة محفوظة 10 يونيو 2016 على موقع واي باك مشين.
6. ↑  كلية التربية صفي الدين نسخة محفوظة 17 يوليو 2017 على موقع واي باك مشين.
7. ↑  كلية الاداب نسخة محفوظة 15 مارس 2015 على موقع واي باك مشين.

## كلية الدراسات القرآنية
تأسست الكلية عام 2008 إيمانا من المجتمع والجامعة بالحاجة إليها لنشر الأفكار والمبادئ التي يتبناها الدين الإسلامي إذ أخذت على عاتقها أن تكون منبراً حراً يتشح بالمنهج العلمي في ألقاء المادة العلمية وتناول العلوم ذات الصلة بالهدف الرئيسي الذي جاءت الكلية من خدمته إلا وهو بيان أهمية الإسلام منهجاً للحياة انطلاقاً من إيمانها أن القرآن الكريم دستور لكل شيء يبحث فيه الإنسان تبيان كل ما يجهله قاطعاً شكه باليقين.
ضمت الكلية قسمين هما لغة القرآن وأعجازه وعلوم القرآن وقد اهتم الأول بدراسة النحو والبلاغة والتفسير وعلوم أخرى ذات صلة بدراسة القرآن بصورة عامة وجاء القسم الثاني يبحث بكل ماله صلة بعلوم القرآن في التفسير والأصول والفقه والعقائد.وقد تكاتف القسمان لإظهار الصورة المكتملة في تحقيق الأهداف والرسالة التي انطلقت الكلية من اجلها منذ تأسيسها في خلق جيل واعٍ برسالة مجتمعة قادراً على تحمل مسؤولياته يمتلك أدوات التغيير والبناء واقفاً على أرضية صلبة روحها الشريعة وبدنها الإطار العلمي والمنهج الواضح في كل من شأنه بناء الذات فكرياً ونفسياً للانطلاق من خلالها لبناء المجتمع،

## كلية الهندسة/ المسيب
تأسست عام 2014 في مدينة المسيب شمال محافظة بابل وتضم قسمين هما هندسة السيارات وهندسة الطاقة، عميد الكلية منذ التأسيس الدكتور علي عبد الأمير الزبيدي

## كليات سابقة
كلية الزراعة
كلية الطب البيطري
أنفصلت كلا الكليتين في اواسط عام 2012 وأصبحتا تابعتينن إلى جامعة القاسم الخضراء

## مركز بابل للدراسات الحضارية والتاريخية
مركز بابل للدراسات التاريخية والحضارية هو أحد المراكز التابعة لديوان رئاسة جامعة بابل ضمن وزارة التعليم العالي والبحث العلمي العراقية. تأسس مركز بابل للدراسات الحضارية والتاريخية بتاريخ 23/8/2008 بعد دمج مركزي وثائق ودراسات الحلة الذي تأسس سنة 1994ومركز الدراسات البابلية 1997 ليصبحا تحت اسم مركز بابل للدراسات الحضارية والتاريخية، يعمل المركز على متابعة الخطة البحثية ووضع جدول زمني لكل بحث وعلى الباحث أن يقدم تقريراً حول المراحل التي وصل إليها البحث ودراسة المعوقات ووضع الحلول لها حسب درجة تعقيد البحث من خلال الاجتماعات الأسبوعية بين مدير المركز والباحثين وتقييم البحوث من ذوي الاختصاص ومدى صلاحيتها للنشر وإقامة المحاضرات الأسبوعية والقيام بالمحاضرات والندوات التاريخية للتعريف بحضارة بابل الأثرية ومدينة الحلة.
يقوم مركز بابل للدراسات الحضارية والتاريخية بمتابعة طبع الكتب وكذلك الحصول على رقم الإيداع الخاص بها من قبل دار الوثائق الوطنية ورفد المكتبة على صعد الجامعة بهذه الكتب لرفع المستوى العلمي للطلبة وكذلك إهدائها للباحثين من خارج الجامعة وإلى المراكز والجامعات العراقية ورفد المستوى العلمي بإصدار مجلة علمية لنشر البحوث للاختصاصات الإنسانية لتعتبر مرجعاً للطلبة كما تتضمن مهام المركز متابعة أعمال المتحف من خلال الأعمال الفنية للصور الجبسية التي يقوم بإنشائها فنانيين من كلية الفنون الجميلة... والاتصال بالمجتمع الحلي لجمع الوثائق والخرائط القديمة لمدينة الحلة. وشراء الكتب الخاصة بمدينتي بابل والحلة من أجل تحديث المكتبة وتقديم التسهيلات للباحثين الذين يرتادون المكتبة.
المواقع الرسمية للمركز تتضمن عرض لأهم نشاطاته:-
- مركز بابل للدراسات الحضارية والتاريخية
- متحف جامعة بابل التراثي
- وحدة تحقيق الوثائق والمخطوطات
- الاصدارات والبحوث
- مجلة مركز بابل للدراسات الإنسانية